# Where If Not Now
Where If Not Now je debitantski studijski album slovenske shoegazing skupine Haiku Garden, ki je izšel 25. oktobra 2018 pri založbi Kapa Records. Izid albuma je skupina napovedala 26. septembra ob hkratnem izidu singla "Hazel". Album je bil uradno predstavljen na dan izida v Gala hali na Metelkovi.

## Kritični odziv
Album je bil izjemno dobro ocenjen. Za Mladino je Gregor Kocijančič v recenziji, v kateri je dal albumu popolnih pet zvezdic, napisal: "Že po turneji Klubskega maratona so izjemen potencial pokazali z malo ploščo Waver, z ravnokar izdanim dolgometražnim prvencem Where If Not Now – nespornim kandidatom za domačo ploščo leta – pa so se suvereno zacementirali kot ena najprivlačnejših domačih glasbenih skupin." Na portalu Rockline je album prejel oceno 9,0/10, recenzent Aleš Podbrežnik pa je o albumu zapisal: "Ne odkriva Einsteina, ne prinaša glasbene revolucije, a vse kar prihaja skozi izpovedno poslanstvo njegovih »milozvočnih prostranstev«, odraža izreden fokus, neverjetno osredotočenost, predanost, angažiranost ter je tako posledično derivat izrednega entuzijazma mlade skupine."
Na hrvaških glasbenih portalih Terapija.net je album prav tako prejel popolno oceno 10/10, na Muzika.hr pa 4,5/5.
Na Radiu Študent je bil album uvrščen na 8. mesto na seznam Naj tolpe bumov 2018, seznam najboljših slovenskih albumov leta. Na mednarodnem portalu Beehype je bil uvrščen na 6. mesto najboljših slovenskih albumov leta.
Poleg tega je bil album nominiran za nagrado združenja neodvisnih glasbenih družb Impala za najboljši evropski neodvisni album leta.

### Priznanja
| objava        | uvrstitev | seznam               |
| ------------- | --------- | -------------------- |
| Radio Študent | 8.        | Naj tolpe bumov 2018 |
| Beehype       | 6.        | Best of 2018         |

## Seznam pesmi
Vso glasbo je napisala skupina Haiku Garden (Luka Flegar, Klemen Tehovnik, Matevž Bitenc in Anže Knez). Vsa besedila sta napisala Flegar in Tehovnik.
| Št.             | Naslov                | Dolžina |
| --------------- | --------------------- | ------- |
| 1.              | „Catch My Breath‟     | 2:58    |
| 2.              | „What Lies Within‟    | 3:55    |
| 3.              | „Barriers‟            | 4:47    |
| 4.              | „Dawn Chorus‟         | 1:12    |
| 5.              | „Days, Dripping Away‟ | 5:23    |
| 6.              | „Hazel‟               | 5:13    |
| 7.              | „Idle Abyss‟          | 2:15    |
| 8.              | „Drifter‟             | 8:37    |
| 9.              | „Caving‟              | 3:48    |
| Skupna dolžina: | Skupna dolžina:       | 38:08   |

## Zasedba
Haiku Garden
- Luka Flegar — vokal, kitara, akustična kitara, sitar
- Klemen Tehovnik — vokal, kitara, sintesajzer, sampli bobnov
- Matevž Bitenc — bas kitara, vokal
- Anže Knez — bobni

Dodatni glasbeniki
- Vitja Balžalorsky — sintesajzer, drum machine, tolkala, 12-strunska električna kitara

Tehnično osebje
- Vitja Balžalorsky — miks, produkcija, snemanje
- Matej Gobec — mastering